# Cistothorus platensis
Carriça-do-campo ou corruíra-do-campo (Cistothorus platensis) é uma espécie de ave passeriforme da família Tyrannidae. É distribuído na maior parte das zonas temperadas das Américas.

## Distribuição e habitat
Sua área de distribuição se estende do Canadá à Argentina, incluindo Belize, Bolívia, Brasil, Chile, Colômbia, Costa Rica, Equador, El Salvador, Ilhas Malvinas, Guatemala, Guiana, México, Nicarágua, Panamá, Paraguai, Peru, Ilhas Geórgia do Sul e Sandwich do Sul, Estados Unidos, Uruguai, Venezuela.
Seu habitat consiste de savanas, pradarias e áreas úmidas. Prefere zonas temperadas até uma altitude maior que 3000 m.

## Subespécies
Se distinguem as seguintes subespécies:
- Cistothorus platensis platensis (Latham, 1790)
- Cistothorus platensis stellaris (J. F. Naumann, 1823)